# Cueva Atea
Cueva Atea es una cueva muy grande en la base de una dolina de 300 m de profundidad en las tierras altas de Papúa Nueva Guinea. Es la segunda cueva más larga en la isla.
La exploración de la cueva se inició en 1973, cuando una expedición espeleológica de investigación hizo una breve visita a la cueva. Una expedición posterior de Australia, Muller 76, recorrió la cueva hasta 4,6 kilómetros de pasajes.
La cueva era el principal objetivo de la expedición Atea 1978, una muy bien organizada expedición dirigida por Australia, que contó con 50 miembros procedentes de cinco países. Con 30 km de longitud y 143 m de profundidad, en ese momento fue clasificada como la cueva más larga en el hemisferio sur. La cueva tiene una variedad de características interesantes, entre ellas varias cámaras de ruptura muy grandes, un río principal largo e impresionante, y un número excepcionalmente elevado de sistemas secundarios y pequeños pasajes.